# Liste de films se déroulant dans la Rome antique
Cette page répertorie les films se déroulant dans le monde romain durant la Royauté romaine, la République romaine ou l'Empire romain.
Néron essayant des poisons sur des esclaves en 1896 réalisé par Georges Hatot avec l'opérateur Alexandre Promio est considéré comme le premier film traitant du sujet, le premier péplum. Il existe deux périodes fastes pour ces films : les années qui précèdent et englobent la Première Guerre mondiale et la décennie 1955-1965.

## Fondation de Rome
- 1961 : Romulus et Rémus (Romolo e Remo) de Sergio Corbucci. Le film est basé sur la légende de Romulus et Rémus.
- 1963 : Les Conquérants héroïques (La leggenda di Enea) de Giorgio Rivalta. Le film est basé sur l'Énéide de Virgile ; Énée mène les survivants de la Guerre de Troie à de nouvelles terres en Italie.
- 2019 : Romulus et Rémus (Il primo re) de Matteo Rovere. Le film est une fiction romancée des bergers Romulus et Rémus luttant contre la domination d'Alba la Longue, et se termine sur la mort de Rémus par Romulus. Il est entièrement tourné en latin archaïque.

## La Royauté romaine

### Le règne deRomulus
- 1961 : L'Enlèvement des Sabines (Il ratto delle Sabine) de Richard Pottier.
- 1962 : El rapto de las Sabinas d'Alberto Gout. Film sur l'Enlèvement des Sabines.

### Le règne deTullus Hostilius
- 1961 : Les Horaces et les Curiaces (Orazi e Curiazi) de Ferdinando Baldi et Terence Young. Le film est librement inspiré du Combat des Horaces et des Curiaces tel que rapporté par Tite-Live.

## La République romaine

### Les débuts
- 1961 : Les Vierges de Rome (Le vergini di Roma) de Carlo Ludovico Bragaglia et Vittorio Cottafavi. Le film met en scène les figures historiques de Porsenna, Clélie et Horatius Coclès.
- 1963 : Brenno le tyran (Brenno il nemico di Roma) de Giacomo Gentilomo. Le film présente la Bataille de l'Allia mené par Brenno, un des chefs des Sénons.
- 1964 : 
  - Le Colosse de Rome (Il colosso di Roma) de Giorgio Ferroni. Film sur Tarquin le Superbe.
  - La Terreur des gladiateurs (Coriolano: Eroe senza patria) de Giorgio Ferroni. Film sur Coriolan et Agrippa Menenius Lanatus rapportant les Guerres romano-sabelliennes (Ve s.).
- 2012 : Ennemis jurés (Coriolanus) de Ralph Fiennes. Le film est une adaptation de Coriolan de William Shakespeare.

### Deuxième guerre punique
- 1914 : Cabiria de Giovanni Pastrone. Œuvre majeure du cinéma, premier film à utiliser le travelling. Un espion secondé par Maciste (dont c'est la première apparition) infiltre Carthage.
- 1937 : Scipion l'Africain (Scipione l'Africano) de Carmine Gallone. Le film retrace la vie de Scipion l'Africain.
- 1955 : La Chérie de Jupiter (Jupiter’s Darling) de George Sidney, d'après la pièce de Robert E. Sherwood. Le général carthaginois Hannibal Barca marche sur Rome à la tête de son armée, tandis qu’à Rome même, le dictateur Fabius Maximus espère enfin se marier à Amythis.
- 1959 : Hannibal de Carlo Ludovico Bragaglia et Edgar George Ulmer. Le film retrace la marche sur Rome de Hannibal Barca.
- 1960 : La Charge de Syracuse (L'assedio di Siracusa) de Pietro Francisci. Le film raconte le Siège de Syracuse (213 av. J.-C.), prise entre Rome et Carthage. Le roi Hiéron fait appel à Archimède, pour organiser la défense de la cité.
- 2006 : Hannibal : Le Cauchemar de Rome (Hannibal - Rome's Worst Nightmare) d'Edward Bazalgette (en) d'après Tite-Live. Téléfilm de la BBC. Le film narre les exploits de Hannibal.

### Troisième guerre punique
- 1960 : Carthage en flamme (Cartagine in fiamme) (1960) de Carmine Gallone. Le film nous fait vivre la Bataille de Carthage (149 av. J.-C.) avec les chefs Scipion Émilien et Hasdrubal le Boétharque.

### IIesiècleav. J.-C.
- 1961 : La Bataille de Corinthe (Il Conquistatore di Corinto) de Mario Costa. Le film nous raconte la Bataille de Corinthe (ou bataille de Leucopétra) qui aboutit à la destruction de Corinthe.

### Troisième guerre servile
1960 : Spartacus de Stanley Kubrick.

### Jules César
- 1914 : Jules César (Giulio Cesare) d'Enrico Guazzoni, d'après Jules César de William Shakespeare. Film muet.
- 1950 : Julius Caesar de David Bradley, d'après Jules César de William Shakespeare.
- 1953 : Jules César (Julius Caesar) de Joseph L. Mankiewicz, d'après Jules César de William Shakespeare. Avec Marlon Brando dans le rôle de Marc Antoine et Louis Calhern dans le rôle de César.
- 1962 : 
  - Jules César, conquérant de la Gaule (Giulio Cesare, il conquistatore delle Gallie) d'Amerigo Anton. Film sur la Guerre des Gaules.
  - Jules César contre les pirates (Giulio Cesare contro i pirati) de Sergio Corbucci.
- 1964 : Les Géants de Rome (I giganti di Roma) d'Antonio Margheriti. Le film parle particulièrement du Siège d'Alésia.
- 1970 : Jules César (Julius Caesar) de Stuart Burge, d'après Jules César de William Shakespeare. Avec Charlton Heston dans le rôle de Marc Antoine et John Gielgud dans le rôle de César.
- 2001 : Vercingétorix : La Légende du druide roi de Jacques Dorfmann. Christophe Lambert dans le rôle de Vercingétorix.
- 2002 : 
  - Jules César (Julius Caesar) d'Uli Edel. Adaptation romancée de la vie de César, de ses 18 ans à sa mort.
  - Empire, mini-série de 6 épisodes qui commence à la mort de César.
- 2005 : Rome, série télévisée de 22 épisodes qui raconte l'histoire de deux soldats romains des dernières années de la République romaine, depuis la fin de la guerre des Gaules jusqu'à l'avènement d'Auguste.

### Cléopâtre
- 1899 : Cléopâtre de Georges Méliès. Avec Jehanne d'Alcy dans le rôle-titre.
- 1908 : Antony and Cleopatra de James Stuart Blackton et Charles Kent, d'après Antoine et Cléopâtre de William Shakespeare.
- 1910 : Cléopâtre de Henri Andréani et Ferdinand Zecca.
- 1912 : Cléopâtre (Cleopatra) de Charles L. Gaskill, d'après Victorien Sardou.
- 1913 : Marc-Antoine et Cléopâtre (Marcantonio e Cleopatra) d'Enrico Guazzoni, d'après Antoine et Cléopâtre de William Shakespeare.
- 1917 : Cléopâtre (Cleopatra) de J. Gordon Edwards. Film dont il ne reste que des fragments. Theda Bara dans le rôle principal.
- 1934 : Cléopâtre (Cleopatra) de Cecil B. DeMille. Avec Claudette Colbert dans le rôle principal et Warren William dans celui de César.
- 1945 : César et Cléopâtre (Caesar and Cleopatra) de Gabriel Pascal, d'après la pièce de George Bernard Shaw.
- 1953 : Deux Nuits avec Cléopâtre (Due notti con Cleopatra) de Mario Mattoli. Avec Sophia Loren et Alberto Sordi.
- 1953 : Le Serpent du Nil (Serpent of the Nile) de William Castle. Rhonda Fleming dans le rôle de Cléopâtre.
- 1962 : Cléopâtre, une reine pour César (Una regina per Cesare) de Piero Pierotti et Viktor Tourjanski. Pascale Petit en Cléopâtre.
- 1963 : Cléopâtre de Joseph L. Mankiewicz. Avec Elizabeth Taylor et Richard Burton. Un des films les plus chers de l'histoire du cinéma.
- 1964 : Arrête ton char Cléo (Carry on Cleo) de Gerald Thomas. Film parodique. Amanda Barrie en Cléopâtre.
- 1972 : Antoine et Cléopâtre (Antony and Cleopatra) de et avec Charlton Heston dans le rôle de Marc Antoine, d'après Antoine et Cléopâtre de William Shakespeare.
- 1999 : Cléopâtre. Avec Leonor Varela dans le rôle de Cléopâtre et Timothy Dalton dans celui de César.
- 2002 : Astérix et Obélix : Mission Cléopâtre d'Alain Chabat. Film comique, adaptation de la bande dessinée Astérix et Cléopâtre de René Goscinny (scénario) et Albert Uderzo (dessin). Avec Monica Bellucci dans le rôle de Cléopâtre VII.

## L'Empire romain

### La vie deJésus Christ
- 1907 : Ben-Hur de Sidney Olcott et Frank Oakes Rose.
- 1916 : Intolérance (Intolerance: Love's Struggle Throughout the Ages) de David Griffith. Un chef-d'œuvre du cinéma. Film en quatre époques dont une sur l'époque de la crucifixion de Jésus.
- 1923 : Les Trois Âges (Three Ages) de Buster Keaton et Edward F. Cline. Parodie d'Intolérance.
- 1925 : Ben-Hur (Ben-Hur: A Tale of the Christ) de Fred Niblo. Adaptation du roman Ben Hur de Lew Wallace.
- 1927 : Le Roi des rois (The King of Kings) de Cecil B. DeMille. Le film évoque la vie de Jésus joué par H. B. Warner.
- 1935 : Golgotha de Julien Duvivier. Jean Gabin dans le rôle de Ponce Pilate et Robert Le Vigan dans celui de Jésus.
- 1959 : Ben Hur de William Wyler. Film épique aux 11 oscars, avec Charlton Heston.
- 1961 : Le Roi des rois (King of Kings) de Nicholas Ray. Avec Jeffrey Hunter dans le rôle de Jésus.
- 1962 : Ponce Pilate (Ponzio Pilato) de Gian Paolo Callegari et Irving Rapper. Avec Jean Marais dans le rôle de Ponce Pilate.
- 1979 : Monty Python : La Vie de Brian (Monty Python's Life of Brian) de Terry Jones, satire comique par les Monty Python.
- 1982 : Deux heures moins le quart avant Jésus-Christ de Jean Yanne.
- 1988 : La Dernière Tentation du Christ (The Last Temptation of Christ) de Martin Scorsese, d'après le roman de Níkos Kazantzákis. Willem Dafoe dans le rôle de Jésus et Harvey Keitel dans celui de Judas Iscariote.
- 2003 : 
  - The Visual Bible: The Gospel of John (en) de Philip Saville. Avec Henry Ian Cusick en Jésus.
  - Ben-Hur de William R. Kowalchuk. Film d'animation.
- 2004 : La Passion du Christ (The Passion of the Christ) de Mel Gibson. Jim Caviezel interprète Jésus et Monica Bellucci Marie-Madeleine.
- 2016 :
  - Ben-Hur de Timur Bekmambetov. Avec Jack Huston dans le rôle de Ben Hur.
  - La Résurrection du Christ (Risen) de Kevin Reynolds. Cliff Curtis en Jésus.

### Règnes d'Auguste,Tibère,CaligulaetClaude
- 1911 : Agrippine (Agrippina) d'Enrico Guazzoni. La vie d'Agrippine la Jeune, sœur de Caligula.
- 1924 : Messaline (Messalina) d'Enrico Guazzoni. Rina De Liguoro dans le rôle de Messaline.
- 1937 : I, Claudius de Josef von Sternberg. Charles Laughton interprète Claude.
- 1951 : Messaline (Messalina) de Carmine Gallone. María Félix interprète Messaline.
- 1953 : 
  - Barabbas d'Alf Sjöberg. Ulf Palme dans le rôle de Barabbas.
  - La Tunique (The Robe) de Henry Koster. Premier film exploité en CinemaScope. Golden Globe du meilleur film.
- 1954 : Les Gladiateurs (Demetrius and the Gladiators) de Delmer Daves. Suite de La Tunique.
- 1960 : Messaline (Messalina, Venere imperatrice) de Vittorio Cottafavi. Belinda Lee joue Messaline.
- 1961 : Barabbas de Richard Fleischer. Anthony Quinn campe Barabbas.
- 1967 : Hermann der Cherusker - Die Schlacht im Teutoburger Wald de Ferdinando Baldi. Avec Cameron Mitchell.
- 1976 : Moi Claude empereur (I, Claudius). Derek Jacobi dans le rôle de Claude.
- 1979 : Caligula de Tinto Brass. Film érotique dont une version pornographique existe également. Malcolm McDowell en Caligula.
- 1980 : Los cántabros de et avec Paul Naschy. Le film narre les exploits de Corocotta (en), un chef cantabre.
- 2006 : L'Enquête sacrée (The Inquiry) de Giulio Base. Ornella Muti en Marie de Magdala.
- 2012 : Barabbas de Roger Young. Billy Zane joue Barabbas.
- 2018 : Britannia.

### Règne deNéron
- 1896 : Néron essayant des poisons sur des esclaves de Georges Hatot
- 1901 : Quo vadis ? de Lucien Nonguet et Ferdinand Zecca. Première adaptation du roman de Henryk Sienkiewicz.
- 1913 : Quo vadis ? d'Enrico Guazzoni. Gros succès pour la firme Cines. Avec Amleto Novelli.
- 1914 : Néron et Agrippine (Nerone e Agrippina) de Mario Caserini. Avec Vittorio Rossi Pianelli dans le rôle de Néron et Maria Caserini dans celui d'Agrippine.
- 1924 : Quo vadis ? de Gabriellino D'Annunzio et Georg Jacoby. Emil Jannings campe Néron.
- 1932 : Le Signe de la croix The Sign of the cross) (1932) de Cecil B. DeMille. Claudette Colbert dans le rôle de Poppée.
- 1951 : 
  - Quo vadis ? de Mervyn LeRoy. Avec Peter Ustinov interprétant Néron.
  - O.K. Néron ! (O.K. Nerone) de Mario Soldati. Comédie avec voyage dans le temps. Gino Cervi dans le rôle de Néron.
- 1953 : Néron et Messaline (Nerone e Messalina) de Primo Zeglio. Gino Cervi dans le rôle de Néron et Yvonne Sanson dans celui de Statilia Messalina.
- 1965 : The Romans, épisode de Doctor Who.
- 1968 : Satyricon de Gian Luigi Polidoro. Adaptation du roman Satyricon de Pétrone.
- 1969 : Satyricon de Federico Fellini. Le film sort à la même période que celui de Gian Luigi Polidoro.
- 2001 : Quo vadis ? de Jerzy Kawalerowicz. Film polonais avec Michał Bajor qui joue Néron.
- 2004 : Imperium : Nerone de Paul Marcus. Hans Matheson joue Néron.

### Révolte deBoadicée
- 1967 : La Reine des Vikings (The Viking Queen) de Don Chaffey. Aucun viking dans le film ! Production Hammer.
- 2003 : Légions : Les Guerriers de Rome (Boudica) de Bill Anderson. Alex Kingston en Boadicée.

### Éruption duVésuve
- 1908 : Les Derniers Jours de Pompéi (Gli Ultimi giorni di Pompei) de Luigi Maggi et Arturo Ambrosio. Adaptation du roman d'Edward George Bulwer-Lytton.
- 1913 : Les Derniers Jours de Pompéi (Gli Ultimi giorni di Pompei) de Mario Caserini et Eleuterio Rodolfi. Avec Fernanda Negri Pouget.
- 1926 : Les Derniers Jours de Pompéi (Gli Ultimi giorni di Pompei) de Carmine Gallone et Amleto Palermi. Avec Victor Varconi.
- 1935 : Les Derniers Jours de Pompéi (Gli Ultimi giorni di Pompei) de Ernest B. Schoedsack et Merian C. Cooper. Par les réalisateurs de King Kong.
- 1950 : Les Derniers Jours de Pompéi (Gli Ultimi giorni di Pompei) de Marcel L'Herbier. Avec Micheline Presle.
- 1959 : Les Derniers Jours de Pompéi (Gli Ultimi giorni di Pompei) de Mario Bonnard et Sergio Leone. Avec Steve Reeves.
- 1984 : Les Derniers Jours de Pompéi (The Last Days of Pompeii). Avec Laurence Olivier et Franco Nero.
- 2003 : Le Dernier Jour de Pompéi (Pompeii: The Last Day) de Peter Nicholson. Docufiction.
- 2014 : Pompéi (Pompeii) de Paul W. S. Anderson. Avec Kit Harington et Emily Browning

### Sous lesFlaviens
- 1984 : Masada avec Peter O'Toole.
- 2004 : Gladiateurs (Colosseum: A Gladiator's Story) de Tilman Remme. Docufiction.
- 2007 : Les Mystères romains (Roman Mysteries). D'après la série littéraire Les Mystères romains de Caroline Lawrence.

### 85 à 110apr. J.-C.
- 1966 : Les Guerriers (Dacii) de Sergiu Nicolaescu. Le film se déroule pendant la guerre dacique de Domitien.
- 1968 : Columna (en) de Mircea Drăgan. Le film se déroule pendant les guerres daciques de Trajan.

### Règne d'Hadrien
- 2010 : Centurion de Neil Marshall. Avec Michael Fassbender et Dominic West.
- 2011 : L'Aigle de la Neuvième Légion (The Eagle) de Kevin Macdonald. Adaptation de L'Aigle de la Neuvième Légion de Rosemary Sutcliff.

### Règne d'Antonin le Pieux
- 1952 : Androclès et le Lion (Androcles and the Lion) de Chester Erskine et Nicholas Ray. D'après la pièce de George Bernard Shaw.

### Règne deCommode
- 1964 : 
  - La Chute de l'Empire romain (The Fall of the Roman Empire) d'Anthony Mann. Le film raconte les derniers moments de Marc Aurèle (Alec Guinness) et les débuts du règne de son fils Commode (Christopher Plummer).
  - La Fureur des gladiateurs (I due gladiatori) de Mario Caiano. Avec Richard Harrison.
- 2000 : Gladiator de Ridley Scott. Film aux 5 Oscars dont meilleur film. Avec Russell Crowe et Joaquin Phoenix en Commode.

### 250 à 272apr. J.-C.
- 1958 : Sous le signe de Rome (Nel segno di Roma) de Guido Brignone. Avec Anita Ekberg en Zénobie et Gino Cervi en Aurélien.
- 1964 : Le Gladiateur magnifique (Il magnifico gladiatore) d'Alfonso Brescia. Avec Mark Forest et Marilù Tolo.

### Règne deDioclétien
- 1976 : Sebastiane de Derek Jarman et Paul Humfress. Film controversé sur Saint Sébastien tourné en latin.
- 2025 : Saint Georges d'Alexandre Macharef

### Règne deConstantinIer
- 1913 : In hoc signo vinces de Nino Oxilia. Avec Maria Jacobini.
- 1949 : Fabiola d'Alessandro Blasetti. Avec Michèle Morgan et Michel Simon.
- 1961 : Constantin le Grand (Costantino il Grande) de Lionello De Felice. Avec Cornel Wilde dans le rôle titre et Belinda Lee en Fausta.
- 1963 : Les Derniers Jours d'un empire (Il Crollo di Roma) d'Antonio Margheriti. Avec Carl Möhner et Loredana Nusciak.

### Attila
- 1954 : 
  - Attila, fléau de Dieu (Attila, il flagello di Dio) de Pietro Francisci. Avec Anthony Quinn en Attila et Sophia Loren en Honoria.
  - Le Signe du païen (Sign of the pagan) de Douglas Sirk. Avec Jack Palance en Attila et Ludmila Tcherina en Pulchérie.
- 2001 : Attila le Hun (Attila), avec Gerard Butler en Attila et Powers Boothe en Aetius.

### La fin de l'Empire
- 1933 : Scandales romains de Frank Tuttle.
- 1960 : La Vengeance des Barbares (La vendetta dei barbari) de Giuseppe Vari. Sur le Sac de Rome (410).
- 1968 : Pour la conquête de Rome I (Kampf um Rom) de Robert Siodmak. Avec Laurence Harvey, Orson Welles et Sylva Koscina.
- 1999 : Titus de Julie Taymor. D'après Titus Andronicus de William Shakespeare.
- 2004 : Le Roi Arthur (King Arthur) d'Antoine Fuqua. L'action du film se passe en 467. Avec Clive Owen.
- 2007 : La Dernière Légion (The Last Legion) de Doug Lefler (en). D'après le roman de Valerio Massimo Manfredi qui s'inspire de la vie du dernier empereur romain d'Occident, Romulus Augustule, et des légendes arthuriennes.
- 2009 : Agora d'Alejandro Amenábar. Avec Rachel Weisz dans le rôle d'Hypatie.
- 2010 : Augustine: The Decline of the Roman Empire (Sant'Agostino) de Christian Duguay. Alessandro Preziosi et Franco Nero interprètent Augustin d'Hippone.

## Époque indéterminée
- Le Forum en folie (A Funny Thing Happened on the Way to the Forum) de Richard Lester. Adaptation de la comédie musicale du même nom.
- La Folle Histoire du monde (History of the World: Part I) (1981) de et avec Mel Brooks. Film parodique dont une partie se déroule pendant l'Empire romain.
- La Révolte des gladiatrices (The Arena) (1974) de Steve Carver. Film de gladiatrices produit par Mark Damon.
- Deux Heures moins le quart avant Jésus-Christ (1982) de Jean Yanne, film parodique avec Coluche et Michel Serrault.
- Games of Rome: Les jeux de l'Empire (en) (2001) de Zachary Weintraub. Avec Patrick Bergin et Jennifer Rubin.